# Spy Kids
Spy Kids è un film del 2001 prodotto, musicato, montato, scritto e diretto da Robert Rodriguez. È un film di fantaspionaggio rivolto a un pubblico di ragazzi e familiare. Ha avuto tre sequel (Spy Kids 2 - L'isola dei sogni perduti, Missione 3D - Game Over e Spy Kids 4 - È tempo di eroi), un reboot (Spy Kids: Armageddon) e una serie animata (Spy Kids - Missione Alfa).

## Trama
Ingrid e Gregorio, due agenti segreti tra i migliori del mondo, si sono conosciuti durante una missione. Si sono innamorati, sposati ed hanno deciso di interrompere la loro attività. Hanno poi avuto due figli, Carmen e Juni, che sono in perenne conflitto tra loro e vivono un'esistenza piena di segreti nei confronti dei genitori. Anche Ingrid e Gregorio però, non hanno mai rivelato loro di essere stati agenti di spionaggio.
Improvvisamente, i due agenti vengono richiamati in azione, poiché parecchie spie della loro organizzazione stanno misteriosamente scomparendo. Il responsabile di questo è Floop, ideatore di un popolarissimo programma TV per ragazzi, che rapisce gli agenti per ottenere informazioni su un dispositivo ad alta tecnologia chiamato "terzo cervello". Ben presto i due ex agenti vengono fatti prigionieri da Floop e dal suo collaboratore Mammolo, i quali mandano delle spie robot, chiamati Rimbambs, a casa Cortez per cercare il Cervello.
Lo zio Felix, incaricato di proteggere i ragazzi, svela loro la missione e il passato dei genitori, permettendogli di fuggire in un rifugio segreto. Qui i ragazzi incontrano miss Gradenko, che si finge amica dei loro genitori, ma in realtà lavora per Floop. Insieme ad altri agenti, miss Gradenko ruba il terzo Cervello, ma Juni e Carmen, scoperto l'inganno, li inseguono e glielo sottraggono. Il dispositivo viene però nuovamente rubato da nuove spie robot, gli Spy Kids ideati da Mammolo e i ragazzi, che hanno capito che il Cervello è l'unica cosa in grado di salvare i genitori, cercano aiuto nella bottega dello sconosciuto zio Machete.
Lo zio si rifiuta di aiutarli a entrare nel palazzo di Floop e ad attuare il salvataggio, così Juni e Carmen rubano attrezzature, una mappa e un aviogetto ad alta velocità e fuggono. Una volta arrivati al castello, Juni viene catturato e si ritrova prigioniero insieme a Floop, a sua volta tradito da Mammolo. Il ragazzino riesce però a liberare entrambi, convincendo Floop a passare dalla sua parte. Si riunisce con Carmen, dopodiché i ragazzi liberano i genitori, sconfiggendo Mammolo e la sua armata di Spy Kids, che diventano buoni.
Tornati tutti a casa e senza più segreti, ritrovano l'armonia in famiglia e rientrano tutti quanti nell'agenzia di spionaggio OSS.

## Riprese
Il film è stato girato in Texas e nel Sudamerica nell'estate del 2000, per un periodo di 48 giorni rispetto ai 100 previsti.

## Incassi
Il film ha incassato in totale $147.934.180.

## Riconoscimenti
- 2002 - Saturn Award
  - Candidatura come miglior film fantasy
- 2001 - Phoenix Film Critics Society Awards
  - Candidatura come miglior film per la famiglia
- 2002 - ALMA Award
  - Miglior regia a Robert Rodríguez
  - Candidatura come miglior film
  - Candidatura come miglior attore protagonista a Antonio Banderas
  - Candidatura come miglior sceneggiatura a Robert Rodríguez
  - Candidatura come miglior colonna sonora (Oye Como Spy) a Los Lobos
- 2002 - ASCAP Award
  - Top Box Office Films a John Debney
- 2001 - Critics' Choice Movie Award
  - Candidatura come miglior film per la famiglia
- 2002 - Kids' Choice Awards
  - Candidatura come miglior attore in un film d'azione a Antonio Banderas
- 2002 - Young Artist Awards
  - Candidatura come miglior film commedia per la famiglia
  - Candidatura come miglior attrice giovane non protagonista a Alexa Vega
- 2024
  - è stato selezionato per la conservazione nel National Film Registry degli Stati Uniti dalla Biblioteca del Congresso come "culturalmente, storicamente o esteticamente significativo"